# سرزمین بد (فیلم ۲۰۲۴)
سرزمین بد (انگلیسی: Land of Bad) یک فیلم اکشن و دلهرآور آمریکایی محصول ۲۰۲۴ به کارگردانی ویلیام اوبنک است که فیلم‌نامه را با همکاری دیوید فریجریو نوشته‌است. در این فیلم لیام همسورث، راسل کرو، لوک همسورث، ریکی ویتل و میلو ونتیمیگلیا به ایفای نقش پرداخته‌اند.
این فیلم در ۱۶ فوریه ۲۰۲۴ در سینما اکران شد.

## تولید
فیلمبرداری در سپتامبر ۲۰۲۲ آغاز شد و تا نوامبر ۲۰۲۲ در گلد کوست ادامه داشت. در تولید از امتیازات مشوق‌های مکانی ارائه‌شده توسط دولت استرالیا استفاده کرد و تقریباً ۲۷۰ شغل را برای صنعت فیلم این محل به ارمغان آورد.

## بازخورد
در وبگاه جمع‌آوری نقد راتن تومیتوز، ٪۵۳ از ۳۲ بررسی منتقدان مثبت است و میانگینِ امتیاز آن ۵٫۹/۱۰ است. این فیلم در متاکریتیک که از میانگین وزنی استفاده می‌کند، بر اساس نظر ۹ منتقدین امتیاز ۵۷ از ۱۰۰ را کسب کرده که نشان‌گر «نقدهای مختلط یا متوسط» است.